# Geomys texensis

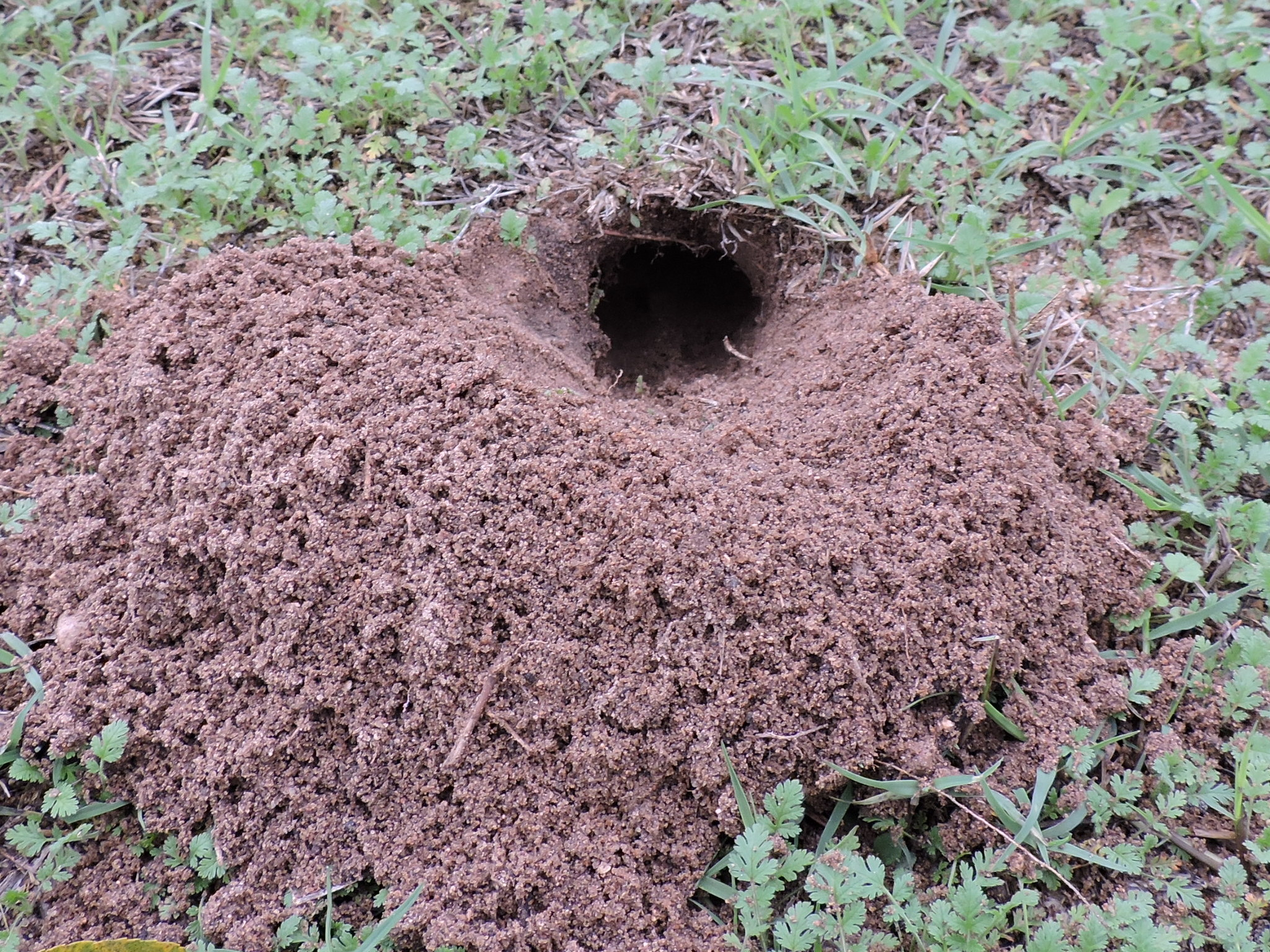
Forat excavat al sòl per un especimen de Geomys texensis.

Geomys texensis és una espècie de mamífer rosegador de la família dels geòmids. És endèmic de Texas (Estats Units). Es tracta d'una espècie excavadora que s'alimenta principalment d'arrels, rizomes carnosos, plantes suculentes verdes i herba. Els seus hàbitats naturals són els sòls de sorra franca i profunda i la terra franca sorrenca amb grava, amb un tipus de vegetació que varia d'una subespècie a l'altra. És una espècie en risc mínim, és a dir, no sembla que hi hagi cap amenaça significativa per a la seva supervivència.